# Barisey-au-Plain
Barisey-au-Plain é uma comuna francesa na região administrativa de Grande Leste, no departamento de Meurthe-et-Moselle. Estende-se por uma área de 10,85 km². Em 2010 a comuna tinha 404 habitantes (densidade: 37,2 hab./km²).